# Дніпропетровський комбінат харчових концентратів
ПрАТ «Дніпропетровський комбінат харчових концентратів» — підприємство харчової промисловості, розташоване в місті Дніпро, зайняте в галузі виробництва концентрованих харчових продуктів тривалого зберігання.

## Історія
Підприємство засноване у 1937 році як цех з виробництва сухих сніданків. У 1941 році розпочато випуск кукурудзяних пластівців, у 1963 році — кукурудзяних паличок, у 1972 році — розчинної кави. У 1994 році на базі підприємства створено ПрАТ «Дніпропетровський комбінат харчових концентратів». У 1999 році комбінат розпочав випуск продукції під торговою маркою «Золоте Зерно».  у 2016 році —  меленої кави.